# 李弘祺
李弘祺，台灣著名人文學者。

## 生平
出生於台灣臺南，1962年在臺南一中畢業後，成績優秀，因而成功直升成功大學電機系。
後因志趣不合，於是參加大學聯合招生考試，以文組最高成績進入到國立台灣大學歷史系。在1968年畢業，他到耶魯大學進修。期間他與芮沃壽、史景遷、鮑瑪（Franklin Baumer），及彼得·盖伊等人修課。
在1974年獲頒博士學位，同年開始在香港中文大學擔任講師，1991年他囘美國出任紐約市立大學正教授，於2007年提早退休，囘台灣新竹交通大學及清華大學擔任講座教授。他亦曾為台灣大學的客座講座教授（2002-2005），北京師範大學1985計劃的特聘教授（2014-2016）。學術上，李教授專攻中國傳統教育史，被日本關西大學的《泊園》學刊譽為「當代世界上研究中國教育及科舉的第一人」。他也因爲發現耶魯大學所藏的中國十八世紀航海圖而聞名漢學界。
平常教學內容包括中國歷史及西洋近代思想史。

## 榮譽
- 國立臺南第一高中百年校慶傑出校友（2022）
- 中國國家圖書館文津獎（2017）
- 鳳凰衛視漢學成就獎（2015）
- 嶽麓書院訪問講座教授（2016）
- 香港比較教育學會年會主題演講（2013）
- 北京師範大學教育學院前沿講座（2012）
- 韓國成均館大學「申請書院世界文化遺產國際會議」主題演講（2012）
- 韓國延世大學建校125周年文學院紀念會議主題演講（2010）
- 浸會大學陳新滋校長就職通識教育論壇主題演講（2010）
- 日本関西大學泊園書院50屆紀念學術會議主題演講（2010）
- 廈門大學南强講座（2009）
- 湖南大學訪問教授（2000）

## 著作
- The New and the Multiple: Sung Senses of the Past (Hong Kong: The Chinese University of Hong Kong Press, 2004). Reviewed in Journal of the Institute of Chinese Studies, CUHK.
- Education in Traditional China: A History (Leiden: E. J. Brill, 2000).  Reviewed in China Review International, Monumenta Serica, Harvard Journal of Asiatic Studies, Archives de Sciences Sociales des Religions, etc.
- China and Europe, Images and Influences in Sixteenth to Eighteenth Centuries (Hong Kong: The Chinese University of Hong Kong Press, 1991).   Reviews in Monumenta Serica, Sino-Western Cultural Relations Journal, etc.
- Government Education and Examinations in Sung China (Hong Kong: The Chinese University Press and New York: St. Martin's Press, 1985).    14 Reviews published in China, France, Hong Kong, Japan, Taiwan, Sweden (Acta Orientalia), and U.S.A. (American Historical Review, Harvard Journal of Asiatic Studies, Journal of Asian Studies, Journal of American Oriental Society, Journal of Asian History).
- 《學以爲己，傳統中國的教育》（香港：中文大學出版社，2012；上海：華東師範大學出版社，2015）
- 《卷里營營》（臺北：允晨，2012）
- 《中國與東亞的教育傳統》（臺北：喜馬拉亞研究發展基金會，2006），上下兩卷
- 《英文中國教育史著作評介》（臺北：國立臺灣大學出版社，2005）
- 《什麽是偉大的歷史著作？》（臺北：國立臺灣大學，2005）
- 《理性、學術、與道德的知識世界》(臺北：喜瑪拉雅研究發展基金會，2004)
- 《面向世界: 現代性, 歷史, 與最終的真理》(臺北：允晨, 2002)
- 《宋代官學教育與科舉》 (臺北: 聯經, 1993). 韓文翻譯：姜吉仲譯：송대 관학교육과 과거 (首爾：GSPress, 2010)
- 《讀史的樂趣》 (臺北: 允晨, 1991)
- 《人的現象》, 原作者：Pierre Teilhard de Chardin (德日進)(臺北: 聯經, 1983初版, 1989四刷；北京：新星，2006)
- 《中國的自由傳統》, Wm. Theodore de Bary原著, 李弘祺譯 (香港: 中文大學出版社, 1983初版, 89二刷，2015再版; 臺北: 聯經, 1983 初版，二刷; 修訂再版，2017；貴陽：貴州人民出版社，2009；北京：中華書局，2016)
- 《西洋史學名著選》 (臺北: 時報, 1982初版, 84二刷, 89三刷)
- 《史學與史學方法論集》(臺北：食貨，1975)
- 《宋代教育散論》 (臺北: 東昇, 1980).
- 《想象聲辨才博，李弘祺談史、論藝、述學集》（臺北：商周出版，2022）

## 外部連結
- History Institute of National Tsing-Hua University （页面存档备份，存于）
- TSMC Foundation Lectures on the Renaissance （页面存档备份，存于）
- TSMC Foundation Lectures on the Reformation （页面存档备份，存于）
- TSMC Foundation Lectures on the Enlightenment （页面存档备份，存于）
- School of Education Website of Beijing Normal University （页面存档备份，存于）